# Pierre Darbos
Pour les articles homonymes, voir Darbos.
Pas d'image ? Cliquez ici

a Compétitions nationales et continentales officielles uniquement.

b Matchs officiels uniquement.
Pierre Darbos, né le 10 décembre 1939 à Saint-Paul-lès-Dax et mort le 18 novembre 2017 à Pau, est un joueur français de rugby à XV qui évolue au poste de troisième ligne aile. International français, il joue l'essentiel de sa carrière au sein de l'US Dax, ainsi qu'au RC Narbonne.

## Biographie
Pierre Darbos naît le 10 décembre 1939 à Saint-Paul-lès-Dax. Il commence la pratique du rugby à XV avec le club du lycée de Dax, les Genêts, dès la saison 1952-1953. Il est le frère de Claude Darbos, également joueur de rugby à XV, qu'il rejoint au sein de l'US Dax la même année. Sous la direction de Jean Desclaux, il remporte avec les cadets le championnat de France à deux reprises, en 1955 et 1956.
Il porte dès les catégories de jeunes le maillot de l'équipe de France, dès sa première saison au sein du club dacquois. Il joue par ailleurs cette même année, son premier match avec l'équipe première de l'US Dax, dans le cadre de la demi-finale du Challenge Yves du Manoir en 1952, concédée contre la Section paloise ; troisième ligne aile de formation, il dispute ce match au poste de centre.
Pierre Darbos intègre officiellement les rangs de l'équipe première à compter de la saison 1958-1959, étant dans un premier temps appelé à jouer principalement des rencontres de Challenge Yves du Manoir ; il remporte ainsi l'édition 1959 de la compétition, en battant la Section paloise en finale, qu'il dispute aux côtés de Claude Contis, son coéquipier depuis la catégorie cadet. Il joue ensuite sa première finale de championnat de France en 1961, perdue contre l'AS Béziers.
Au début de la saison 1961-1962, Darbos devient un titulaire régulier de l'USD une fois son service militaire achevé. Après une demi-finale perdue en prolongations contre le SU Agen, il fait une demande de mutation sportive, et rejoint alors le RC Narbonne. Il joue ainsi trois saisons dans le club de l'Aude, durant lesquelles il obtient une sélection nationale avec l'équipe de France B, et atteint la demi-finale du championnat national en 1964. Il y côtoie les frères Spanghero lors de leurs débuts.
Après une élimination en seizièmes de finale en 1965, Darbos choisit de retourner vers son club formateur. Il dispute dès son retour la finale de 1966 perdue contre le SU Agen,, et perd deux ans plus tard la finale du Challenge contre ses anciens coéquipiers du RC Narbonne. Il obtient néanmoins consolation en gagnant la finale du Challange la saison suivante, aux dépens du FC Grenoble. Désireux d'intégrer l'équipe de France en vue de la tournée des Springboks, il suit un programme d'entraînement adapté, mais n'est pas appelé pour autant.
Après une démonstration devant les membres de la Fédération française de rugby, dans le cadre d'une confrontation sur le terrain de Fumel pour célébrer l'inauguration de leur nouveau stade, Pierre Darbos est appelé le lendemain en sélection honorifique pour une rencontre contre une sélection roumaine, jouée à Bucarest au mois de novembre 1969. Quelques semaines plus tard, il est finalement sélectionné en équipe nationale, recevant sa première cape internationale le 14 décembre à l'occasion de la confrontation annuelle contre la Roumanie ; Darbos et l'équipe de France l'emportent 14-9 à Tarbes,. Darbos partage par ailleurs sa première sélection avec un autre joueur dacquois, Jean-Pierre Bastiat. Il met finalement un terme à sa carrière de joueur un an plus tard, après avoir remporté une dernière fois le Challenge Yves du Manoir, cette fois-ci contre le Stade toulousain, en tant que remplaçant.
Marié à Anne Darbos, il s'installe à Bayonne dans le cadre de sa reconversion professionnelle, occupant en particulier le poste de directeur commercial de l'enseigne locale du groupe Lapeyre.
Il meurt le 18 novembre 2017 à Pau, à l'âge de 77 ans,.

## Palmarès
Avec l’US Dax
- Championnat de France cadet :
  - Champion (2) : 1955 et 1956
- Championnat de France :
  - Vice-champion (2) : 1961 et 1966
- Challenge Yves du Manoir :
  - Vainqueur (3) : 1959, 1969 et 1971
  - Finaliste (1) : 1968